# Carl Gottlieb Hering
Carl Gottlieb Hering   (Bad Schandau, 25 d'octubre de 1766 - Zittau, 4 de gener de 1853) fou un pedagog, organista i compositor de música alemany, que és més conegut per establir les rimes infantils Hopp, hopp, hopp, Pferdchen, correr al galop i al matí, nens, hi haurà alguna cosa i el cànon del cafè (C-a-f-f-e-e). És considerat el fundador de la didàctica de la música alemanya.
Hering va estudiar teologia, educació, filologia i filosofia a Leipzig del 1788 al 1791. Després va ser tutor de la família Krug von Nidda zu Gatterstädt a prop de Querfurt fins al 1794. Del 1795 al 1811 va treballar com a professor i, posteriorment, com a vicerector a l'Escola Llatina d'Oschatz. Durant aquest temps va rebre un màster en filosofia el 1796 i va rebre formació musical de Johann Gottfried Schicht. Hering també va treballar com a empleat de la revista setmanal Oschatzer per al ciutadà i el pagès. Del 1802 al 1811 va ser organista a l'església de St. Aegidien (Oschatz). Del 1811 al 1836 va ser mestre i mestre superior, des del 1813 rector a l'escola de Zittau. Va ser membre de la lògia maçònica "Zittau Friedrichs August dels tres cercles".
Va tenir 13 fills amb la seva primera esposa, Christiane Friderike, nascuda Kreuzberg (1777–1817). Entre ells hi havia el fundador de l'homeopatia a Amèrica, Constantin Hering, el compositor Carl Eduard Hering, l'escriptor Ewald Hering (pseudònim Ewald) i el filòleg Julius Robert Hering (1805-1828).

Al registre de defuncions de Zittau del 1853 s'anota al número 8:
| « | "Va morir el 4 de gener, a principis de la meitat de les dues, enterrat el 7 de gener, mitjà, zlFr., Molt tranquil, el senyor M. Carl Gottlieb Hering, professor emèrit sènior a l'escola local de la ciutat i al seminari, vidu, edat: 86 anys, causa: vellesa, deixa vídua tres fills i dues filles.> | » |

## Obra
- Exercises[1] 1803 (Manuscrit).
- Neue, sehr erleichterte, praktische Generalbaßschule für junge Musiker, zugleich als ein nöthiges Hülfsmittel für diejenigen, welche den Generalbaß ohne mündlichen Unterricht in kurzer Zeit leicht erlernen wollen,[2] Oschatz i Leipzig 1805.
- Orthographische Lese- und Schreibeübungen für Bürger- und Landschulen : als ein bequemes Hülfsmittel zur leichtern Erlernung des Lesens, zu einer richtigern Aussprache und bes. zur Orthographie mitgetheilt. Oschatz 1807.
- Neue praktische Singschule für Kinder nach einer leichten Lehrart. 4 volums. Gerhard Fleischer, Leipzig 1807–1809.
  - Volum 1.[3] 1807.
  - Volum 2. 1808.
  - Volum 3.[4] 1809.
  - Volum 4.[5] 1809.
- Neue praktische Klavierschule für Kinder nach einer bisher ungewöhnlichen, sehr leichten Methode. 4 volums. Oschatz 1804–1807; reedició 1809–1812.
  - Volum 1. 1804.
  - Volum 2. 1805; reedició 1809.
  - Volum 3. 1806; reedició 1810.
  - Volum 4.[6] 1807; reedició 1812.
- Kunst das Pedal fertig zu spielen : und ohne mündlichen Unterricht zu erlernen.[7] Fleischer, Leipzig 1816.
- Musikalisches Volksschulengesangbuch. 2 volums. Fleischer, Leipzig 1821–1824.
  - Volum 1.[8] 1821.
  - Volum 2.[9] 1824.
- Jugendfreuden in Liedern mit Melodien und einer Begleitung des Klaviers oder Fortepiano. Zwei Hefte. Gerhard Fleischer, Leipzig 1822-1823.
- Allgemeines Choralbuch oder Sammlung der in den evangelischen Gemeinden üblichen Kirchenmelodien.[10] Gerhard Fleischer, Leipzig 1825.

### Lieder
- Hopp, hopp, hopp, Pferdchen, lauf Galopp (Cançó infantil Das Steckenpferd, el cavall de pal), 1807
- Morgen, Kinder, wird’s was geben, 1809 (nadala infantil)
- C-a-f-f-e-e (Cànon, el nom fa referència a la notació musical alemnaya: C = do, D = re, E = mi, F = fa, G = sol, A =la, H = si)